# Брянчанинов, Александр Семёнович
Алекса́ндр Семёнович Брянчани́нов (28 октября 1843, Покровское, Вологодская губерния — 26 декабря 1910, Санкт-Петербург) — российский государственный деятель, Самарский губернатор в 1891—1904 годах.

## Происхождение
Родился в родовой усадьбе в семье потомственных дворян Брянчаниновых. Православный. Сын штабс-капитана гвардии Семёна Александровича Брянчанинова и его первой жены — Надежды Петровны Брянчаниновой. Имел одного родного брата — Николая (род. 1844), а также сводных сестру и брата — Александру (род. 1850) и Дмитрия (род. 1851) — от второго брака С. А. Брянчанинова с Анной Ильиничной Брянчаниновой. А. С. Брянчанинов являлся племянником известного русского православного богослова и учёного, епископа Игнатия (в миру − Дмитрия Александровича Брянчанинова) (1807—1867).

## Образование и военная служба
По окончании Вологодской гимназии в 1861 году поступил в Санкт-Петербургский Университет, но выбыл из него с третьего курса и в 1864 году поступил в Николаевское кавалерийское училище.
Военную карьеру начал 31 декабря 1864 года юнкером. 31 августа 1865 года он был произведён в вахмистры.
В 1866 году А. С. Брянчанинов по окончании училища, как лучший выпускник, был записан на мраморную доску.
8 июня 1866 года в Кавалергардском полку получил чин корнета. 31 марта 1868 года он был произведён в поручики. В период с 23 марта 1868 по 27 августа 1871 года исполнял должность полкового казначея и 30 августа 1871 года был награждён орденом Святой Анны 3-й степени. 30 августа 1872 года он получил чин ротмистра. На этом его военная карьера закончилась: 21 сентября 1872 года он уволился в запас «по домашним обстоятельствам».

## Гражданская служба

### В Вологодской губернии
Гражданская служба началась с его избрания местным дворянством 13 декабря 1879 года на должность почётного мирового судьи Грязовецкого судебно-мирового округа. В 1880 году, по решению грязовецкого дворянства он стал Грязовецким уездным предводителем дворянства. Данные посты занимал, с переизбранием, до 1888 года одновременно являлся председателем Грязовецкого съезда мировых судей.
За свою службу был награждён: 3 июня 1881 года орденом Святого Станислава 2-й степени, 23 июня 1884 года орденом Святой Анны 2-й степени и 23 июня 1887 года орденом Святого Владимира 3-й степени.

### На постах Самарского вице-губернатора и губернатора
12 сентября 1888 года был отмечен произведением в чин статского советника и назначением на должность Самарского вице-губернатора, решением Министра внутренних дел Д. А. Толстого. В это время Самарским губернатором был А. Д. Свербеев.
Здесь же, в Самаре, женился на дочери бывшего Самарского губернатора Б. П. Обухова Софье Борисовне Обуховой (род. 20 июля 1850 года), которая состояла председателем и членом многих благотворительных и учебных заведений Самары, в том числе любительского театрального кружка. За женой ему досталось её родовое имение в Бугурусланском уезде Самарской губернии.
Супруги были бездетны, но около 1905 года приняли на воспитание незаконную дочь Брянчанинова Анну, родившуюся от связи с компаньонкой Софьи Борисовны, после смерти родной матери девочки. Впоследствии Анна стала женой графа Мстислава Николаевича Толстого, занявшего позже пост петербургского вице-губернатора.
30 августа 1890 года, получил чин действительного статского советника, в связи с чем у него появлялась возможность занимать должность губернатора.
23 декабря 1891 года министром внутренних дел И. Н. Дурново он назначен на пост Самарского губернатора. Как и его предшественник, А. Д. Свербеев, он занимал его в течение почти 14 лет, то есть до 1904 года.
Вместе со своей женой активно занимался социальным развитием Самары и благотворительной деятельностью. 12 ноября 1894 года при его помощи был открыт «Дом трудолюбия». Особым вниманием супружеской четы Брянчаниновых были окружены детские заведения. За огромную помощь, оказанную детским приютам и учреждениям, они были избраны пожизненными почётными членами Самарского губернского попечительства о детских приютах. За эту же деятельность был удостоен знака отличия в память столетия Ведомства учреждений Императрицы Марии и за службу в нём.
Кроме этого им была «оказана помощь на устройство больницы и приюта для алкоголиков» в Казани, он был избран почётным членом «Казанского Общества Трезвости».
В 1894 г. в Самаре был открыт Кафедральный собор на 2500 человек, завершению строительства которого он активно содействовал.
Его губернаторство было спокойным и способствовало развитию Самары и Самарской губернии. За это 30 августа 1893 г. он был награждён орденом Святого Станислава 1-й степени, в 1898 г. орденом Святой Анны 1-й степени, а в 1894 и 1896 гг. денежными премиями. Кроме этого, он был удостоен медалей «В память царствования императора Александра III», «В память коронации Императора Николая II» в 1896 г. и «За труды по первой всеобщей переписи населения» в 1897 г.
В 1898 году стал гофмейстером Двора Его Императорского Величества, а также получил чин тайного советника. В 1901 году он был награждён орденом Святого Владимира 2-й степени.
Его духовным наставником являлся епископ Самарский Владимир (в миру — Василий Никифорович Богоявленский), занимавший местную кафедру в 1891—1892 годах.

### В Государственном совете
По Высочайшему указу от 6 декабря 1904 г. был назначен членом Государственного совета.

## Кончина, увековечение памяти
Умер 26 декабря 1910 года. Похоронен на родовом кладбище (на котором сохранилось его надгробие).
Позже именем А. С. Брянчанинова были названы стипендии в Самарской женской гимназии и городском 3-классном училище Ставрополя.